# Ганиев, Анатоллу Мирза-Гейдар оглы
Анатоллу Мирза-Гейдар оглы Ганиев (азерб. Anatollu Mirzə Heydər oğlu Qəniyev; 10 февраля 1931 — 1 октября 1985) — советский азербайджанский певец. С начала 1960-х годов был солистом Азербайджанской государственной филармонии.

## Биография
Родился 10 февраля 1931 года в семье переселенцев из Анатолии (в честь этого региона назван Анатоллу) — Мирзы-Гейдара и Тофы. Отец Анатоллу был директором школы в Нефтечале, погиб на войне. После смерти отца семья перебралась в Баку. У него было пристрастие к музыке с детства. По словам его сына, Ганиев дружил с Октаем Агаевым. Окончил музыкальное училище им. Асафа Зейналлы. В 1959 году стал солистом Азербайджанского государственного телевидения и радио. Позже стал солистом эстрадного оркестра под руководством Т. Ахмедова. Анатоллу Ганиев  любил подшутить над друзьями. Гастролировал в Польше, Чехословакии, на Кубе, арабских странах. Его песни пользовались популярностью во многих странах. Был женат, имел детей.

## Фильмография
- Есть и такой остров
- Звёзды не гаснут
- Азербайджан элляри